# 金重辰雄
金重 辰雄（かねしげ たつお、1952年2月25日 - ）は、日本の獣医師、実業家。株式会社日本動物高度医療センター創業者・元代表取締役社長。

## 人物・来歴
1971年神奈川県立横浜緑ケ丘高等学校卒業。1975年東京農工大学農学部獣医学科卒業。1977年金重獣医科開院。1987年金重獣医科代表取締役。動物病院を経営する中で、緊急では診てくれない獣医系大学病院以外での動物に対する高度医療の必要性を感じ、2005年に日本獣医師会会長の山根義久東京農工大学農学部教授と共同で日本動物高度医療センターを設立し、代表取締役社長に就任。2007年には川崎市に高度医療センターを開業した。体調不良のため、2014年に日本動物高度医療センター代表取締役会長となり、川崎での開業のリーダーを務めた平尾秀博が後任に就いた。2016年日本動物高度医療センター取締役。同年退任。